# Progebiophilus kensleyi
Progebiophilus kensleyi là một loài chân đều trong họ Bopyridae. Loài này được Markham miêu tả khoa học năm 2005.